# Louise Conring
Louise Martine Laurette Conring (født 1. marts 1824 på Rungstedgård, død 1. april 1891 på Frederiksberg) var en dansk forstander, hospitalsinspektør, diakonisse og sygeplejerske. I 1861 ledte prinsesse Louise efter en dansk kvinde til at undersøge diakonisseinstitutterne i Tyskland, Sverige og Frankrig med henblik på at bringe diakonien til Danmark. Conring var den første danske kvinde, der blev uddannet i sygepleje, og hun blev fra 1863 forstander for Diakonissestiftelsen i København.

## Biografi
Louise Conrings far var toldforvalter August Georg Carl Conring (1790-1878) og hendes mor var Hanne Christiane Braëm (1794-1839). Louise havde et skrøbeligt helbred selv som barn, og tilbragte derfor hovedsageligt sin barndoms vintre i sengen i forældrenes hjem i Rendsborg, det daværende Dansk Slesvig, hvor hendes far var toldkontrollør, og somrene på bedsteforældrenes gård Rungstedgård, nord for København. Louise gik på grund af sit helbred sjældent i skole, men blev sammen med sin søster undervist af sin mor og andre lærere og lærerinder i hjemmet.
Fra 13-årsalderen, gik Louise regelmæssigt i kirke og blev efter sin mors død i 1839 endnu mere religiøs. Under Første Slesvigske Krig tilbragte hun tre år i velhavende kredse i København (1848-51), hvor hun af Dronning Caroline Amalie blev opfordret til at deltage i velgørende arbejde. Hun meldte sig ind i enkedronningens pleje- og børnepasningsforeninger. Efter et par år i Neustadt vendte Louise tilbage til København som inspektrice ved Fødselsstiftelsen med ansvar for omkring 400 børn. Hun var den første kvinde i Danmark, der fik en sådan udnævnelse. Arbejdet gav Conring syn for elendigheden blandt storbyens dårligst stillede, og hun fik hjælp til det hårde arbejde af sognepræst Nicolai Gottlieb Blædel (sognepræst ved Garnisons Kirke), hans hustru Henriette og fra Mandagskredsen hos enkedronning Caroline Amalie, som bragte Conring i kontakt med prinsesse (senere dronning) Louise.
Conring var, mens hun arbejdede med Hamborgs fattige i Neustadt, inspireret af filantropen Amalie Sieveking (sv). Louise besøgte i denne periode diakonissehuset i Kaiserswerth (en) nær Düsseldorf, som i 1836 var blevet oprettet af Theodor Fliedner (sv) og hans kone Friederike. Flienders diakonissehus inspirerede lignende stiftelser i Norge og Sverige. Da prinsesse Louise i 1861 begyndte at søge en dansk kvinde, der kunne bringe diakonien til Danmark, anbefalede Nicolai Gottlieb Blædel Louise Conring. Conring takkede ja til udnævnelsen efter en studierejse til Diakonissehuset i Stockholm. Derefter trænede hun som prøvesøster i halvandet år ved tyske diakonissehuse, inden hun i marts 1863 blev den første danske diakonisse, indsat af Fliedner selv i Kaiserswerth. 
Diakonissestiftelsen var den første i Danmark og blev åbnet i Smallegade, Frederiksberg den 26. maj 1863. I starten var der fire sygeplejersker til 8-10 patienter, men i løbet af de første to år voksede antallet til 63 patienter og 17 søstre. Det var først i 1876, at Diakonissestiftelsen kunne flytte ind i de nuværende bygninger på Peter Bangs Vej.
Louise Conring døde på Frederiksberg den 1. april 1891. Sophie Zahrtmann (en)  efterfulgte hende som forstander og overtog en livskraftig institution med et bredt netværk og folkekirkeligt grundlag.